# 1P-LSD
1-Propionyl-d-lyserginezuurdiethylamide (ook bekend als 1P-LSD) is een nieuwe psychedelische stof uit de lysergamideklasse. Het is structureel verwant aan lsd en andere nieuwe lysergamiden zoals 1cP-LSD, 1B-LSD en 1V-LSD. Er wordt aangenomen dat het zijn effecten veroorzaakt door serotoninereceptoren in de hersenen te stimuleren, hoewel het precieze mechanisme niet bekend is. 1P-LSD wordt sinds 2015 online verkocht als een research chemical (ook wel "designer-drug" genoemd), maar de oorspronkelijke datum waarop 1P-LSD voor het eerst werd gesynthetiseerd is onbekend. In tegenstelling tot de meeste research chemicals, is het nooit genoemd in onderzoeksliteratuur voordat het in 2015 op de online markt verscheen. Het werd op de markt gebracht als een legaal alternatief voor lsd naast andere nieuwe lysergamiden zoals ALD-52, ETH-LAD en AL-LAD. In 2019 werd het onderdeel van een groep moleculen die werd bestudeerd door het Franse laboratorium Caulredaitens.
Subjectieve effecten zijn onder meer geometrische visuele hallucinaties, veranderingen in tijdperceptie, verbeterde introspectie, conceptueel denken, euforie en verlies van het ego . Gebruikersrapporten geven aan dat de subjectieve effecten van 1P-LSD zeer vergelijkbaar zijn met die van lsd. Er wordt aangenomen dat het werkt als een prodrug voor lsd. Deze hypothese wordt ondersteund door de resultaten van een studie die aantoonde dat 1P-LSD bij ratten wordt gemetaboliseerd tot lsd. Dit voorspelt een vrijwel identiek effectprofiel, dat waarschijnlijk voornamelijk verschilt in de snelheid van absorptie en duur. De klassieke psychedelische effecten en gunstige verdraagbaarheid hebben ertoe geleid dat het populair is geworden onder gebruikers van nieuwe middelen die het door elkaar gebruiken met lsd.
Er zijn zeer weinig gegevens over de farmacologische eigenschappen, het metabolisme en de toxiciteit van 1P-LSD. Aangenomen wordt dat het een vergelijkbaar toxiciteits- en risicoprofiel heeft als lsd, hoewel er geen formele onderzoeken zijn die dit bewijzen.

## Geschiedenis
1P-LSD verscheen voor het eerst op de online markt voor onderzoekchemicaliën in januari 2015. Hoewel het waarschijnlijk in een academische setting is ontdekt, is het niet bekend wie 1P-LSD als eerste heeft gesynthetiseerd, aangezien de stof in geen enkele academische literatuur voorkomt die dateert van vóór zijn komst op de markt voor onderzoekchemicaliën. In 1988 werd in een DEA-rapport al voorspelt dat 1-gealkyleerde lysergamide derivaten gebruikt zouden worden als voorloper voor lsd, om wetten te omzeilen.

## Chemie
1P-LSD is een semi-synthetische verbinding van de lysergamide-familie. Het is vergelijkbaar met lsd en is vernoemd naar de propionylgroep, gebonden aan de stikstof van de polycyclische indoolgroep van lsd. Propionyl bestaat uit de carbonylketen CH3CH2CO- gebonden aan een aminogroep.
1P-LSD is homoloog aan ALD-52, dat een acetylgroep vasthoudt aan de stikstof in plaats van de propionylgroep die op dezelfde plaats is gebonden. De structuur van 1P-LSD bevat een polycyclische groep met een bicyclische hexahydro-indool gebonden aan een bicyclische chinolinegroep. Op koolstof 8 van de chinoline is een N,N-diethylcarboxamide gebonden.

## Farmacologie
Op basis van zijn structurele gelijkenis met lsd werkt 1P-LSD waarschijnlijk als een gedeeltelijke agonist op de 5-HT2A-receptor. Aangenomen wordt dat de psychedelische effecten voornamelijk afkomstig zijn van de werkzaamheid ervan op de 5-HT2A-receptoren die door de hersenen zijn verspreid. 1P-LSD vertoont waarschijnlijk ook bindingsactiviteit bij een breed scala aan monoaminereceptoren, zoals die voor dopamine en noradrenaline. Er zijn momenteel echter geen experimentele gegevens om deze beweringen te ondersteunen.
Er is een theorie dat 1P-LSD kan werken als een prodrug voor lsd. Terwijl 1P-LSD slechts 38% van de potentie van lsd bij muizen laat zien, wordt lsd gedetecteerd via LC-MS wanneer 1P-LSD wordt geïncubeerd in menselijk serum. Er worden momenteel vervolgstudies uitgevoerd om de affiniteit en selectiviteit van lsd en 1P-LSD bij 5-HT-receptoren te vergelijken en om te bepalen of 1P-LSD in vivo wordt gehydrolyseerd tot lsd. Dit wordt verder geconcludeerd via een LC-MS waarbij lsd wordt gedetecteerd wanneer 1P-LSD wordt geïncubeerd in humaan serum. Tot nu toe blijft het onduidelijk of 1P-LSD in vivo wordt gehydrolyseerd tot lsd. Anders is het mogelijk dat 1P-LSD intrinsieke activiteit bezit.
Een onderzoek uit 2020 bij twee menselijke mannelijke vrijwilligers wees uit dat de niveaus van 1P-LSD in het serum na toediening binnen het eerste uur snel afnamen, terwijl lsd consistent werd gevonden tijdens het experiment, wat de prodrug-theorie verder ondersteunt. Uit de studie bleek ook dat de biologische beschikbaarheid van lsd na orale inname van 1P-LSD bijna 100% was.

## Toxiciteit
De toxiciteit en gezondheidseffecten op lange termijn van recreatief gebruik van 1P-LSD zijn niet onderzocht. Dit komt omdat 1P-LSD een chemische stof is met bijna geen geschiedenis van menselijk gebruik.
Gebruikersrapporten suggereren dat er geen negatieve gezondheidseffecten zijn bij het gebruik van 1P-LSD op zichzelf, met lage tot matige doses, en het zeer spaarzaam gebruik ervan (hoewel niets volledig kan worden gegarandeerd). Er moet altijd onafhankelijk onderzoek worden uitgevoerd om ervoor te zorgen dat een combinatie van twee of meer stoffen veilig is vóór consumptie.
Op basis van de gelijkenis met lsd wordt aangenomen dat 1P-LSD fysiologisch goed wordt verdragen met een extreem lage toxiciteit in verhouding tot de dosis. Er zijn relatief weinig lichamelijke bijwerkingen gemeld na acute blootstelling aan 1P-LSD. Maar net als bij lsd en psychedelica in het algemeen, is het waarschijnlijk dat 1P-LSD een trigger kan zijn voor mensen met onderliggende psychische stoornissen. Degenen met een persoonlijke of familiegeschiedenis van geestesziekte wordt over het algemeen geadviseerd om deze stof niet te gebruiken, vooral niet als ze zich buiten een medische omgeving onder toezicht bevinden.
Van 1P-LSD is geen toxische dosis bekend. Hogere doses verhogen echter het risico op nadelige psychologische reacties. Deze reacties omvatten angst, wanen, paniekaanvallen en, zeldzamer, epileptische aanvallen. Medische hulp is meestal niet nodig, behalve in het geval van ernstige psychotische episodes. Toediening van benzodiazepinen of antipsychotica kan helpen om de acute negatieve cognitieve effecten van 1P-LSD te verlichten.
Hoewel er geen formele onderzoeken zijn uitgevoerd, wordt aangenomen dat 1P-LSD, net als lsd zelf, niet verslavend is en de stof een lage potentie heeft voor misbruik. Er zijn geen literatuurrapporten van succesvolle pogingen om dieren te trainen om lsd zelf toe te dienen - een diermodel dat misbruik kan voorspellen - wat aangeeft dat het niet over de nodige farmacologie beschikt om afhankelijkheid te initiëren of te behouden. Evenzo zijn er vrijwel geen ontwenningsverschijnselen wanneer chronisch gebruik van lsd wordt gestopt. Er wordt aangenomen dat 1P-LSD deze eigenschappen deelt met lsd.
Tolerantie voor de effecten van 1P-LSD wordt bijna onmiddellijk na inname opgebouwd. Daarna duurt het ongeveer 5-7 dagen voordat de tolerantie tot de helft is teruggebracht en 14 dagen om weer op de uitgangswaarde te zijn (bij afwezigheid van verder verbruik). 1P-LSD produceert kruistolerantie met alle psychedelica, wat betekent dat ze na gebruik van 1P-LSD een verminderd effect zullen hebben.